# Estación de Mortágua
La Estación Ferroviaria de Mortágua, igualmente conocida como Estación de Mortágua, es una plataforma ferroviaria de la línea de Beira Alta, que sirve al ayuntamiento de Mortágua, en el distrito de Viseu, en Portugal.

## Características

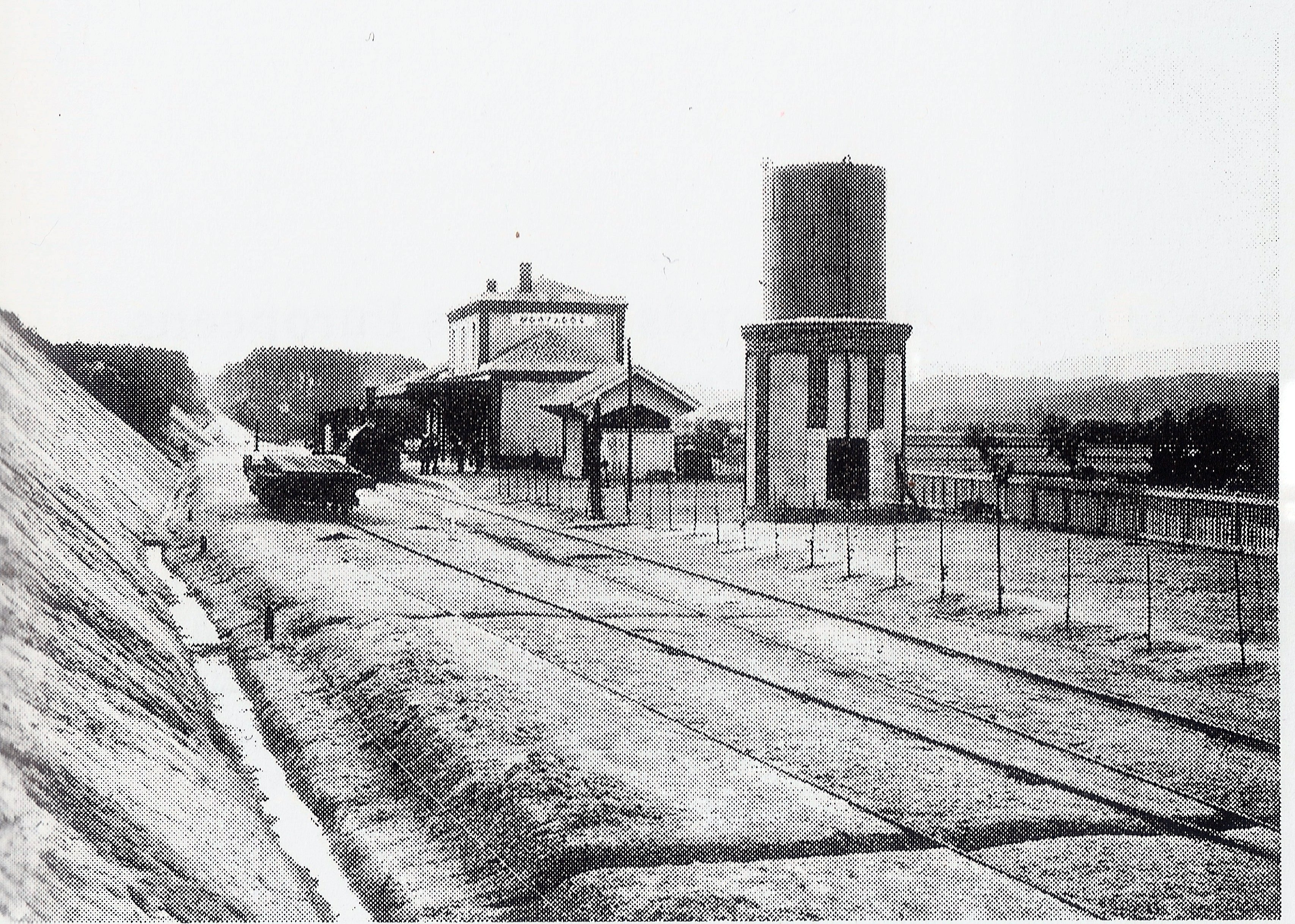
Fotografía antigua de la estación de Mortágua.

### Localización y accesos
La estación se encuentra en la calle de la Estación, junto a la localidad de Vale de Açores, dentro del municipio de Mortágua.

### Descripción física
En enero de 2011, tenía dos vías de circulación, con 515 y 405 metros de longitud; las plataformas tenían 375 y 351 metros de extensión, teniendo ambas 50 centímetros de altura.

## Historia
El tramo entre Pampilhosa y Vilar Formoso, en el cual esta plataforma se inserta, entró en servicio, de forma provisional, el 1 de julio de 1882, siendo la línea completamente inaugurada, entre Figueira da Foz y la frontera con España, el 3 de agosto del mismo año, por la Compañía de los Caminhos de Ferro Portugueses de Beira Alta.
En 1933, las grúas antiguas fueron sustituidas por unas nuevas, de 200 milímetros, junto con las canalizaciones que las unían al depósito de agua.